# Tilva Roš
Tilva Roš (Servisch: Тилва Рош) is een Servische dramafilm uit 2010.

## Verhaal
Een groep puberjongens beleeft hun laatste gezamenlijke zomer na afloop van hun eindexamen. Na de zomer zullen ze snel uit elkaar groeien. Ze proberen elkaar af te troeven door te skateboarden en hun stunts te filmen.
Dit alles speelt zich af in een omgeving met veel werkloosheid en stakingen.

## Titel
De film speelt zich af in de Servische stad Bor. De streek rond de stad wordt Tilva Roš genoemd. In een Oost-Servisch dialect betekent dit Rode heuvel.

## Ontvangst
De film ging op 30 juli 2010 in première op het Filmfestival van Sarajevo. De film werd op 8 augustus van hetzelfde jaar vertoond tijdens het Internationaal filmfestival van Locarno. Tilva Roš won een prijs op het Noordelijk Film Festival.